# Francesco Antonio Gallotti
Francesco Antonio Gallotti fue un pintor y escultor italo-brasileño, nacido el 24 de marzo de 1916 en Soriano Calabro, Italia y fallecido el 1 de diciembre de 1983 en Sao Paulo .

## Datos biográficos
Era hijo del pintor y escultor Anibale Gallotti, quien le enseñó inicialmente el oficio.
Un año antes de su muerte pintó un mural en el Hospital 9 de julio -Hospital Nove de Julho- de Sao Paulo.